# Red Bull Stratos

Наиболее известные прыжки из стратосферы

Red Bull Stratos — проект с участием австрийского скайдайвера Феликса Баумгартнера. 14 октября 2012 года Баумгартнер поднялся на высоту 39 километров в стратосферу над Розуэллом (Нью-Мексико) на воздушном шаре, наполненном гелием, и совершил свободное падение в скафандре на Землю.
Во время прыжка Баумгартнер преодолел звуковой барьер, став первым человеком, сделавшим это без двигателя. Скорость достигла 1357,6 км/ч.
Предполагалось, что свободное падение (до раскрытия парашюта) продлится около 5—6 минут, но оно закончилось через 4:22 после прыжка.
Прыжок, назначенный на 9 октября 2012 года, был отложен, а затем перенесён из-за погодных условий.
Запуск произошёл в 09:30 MDT (15:30 UTC) 14 октября 2012 года.
Баумгартнер успешно приземлился примерно в 12:10 MDT (18:10 UTC).
Прыжок Баумгартнера состоялся ровно через 65 лет после того, как Чак Йегер впервые преодолел звуковой барьер на самолёте.

## История
В январе 2010 появилось сообщение, что Баумгартнер будет работать с командой учёных и спонсором Red Bull, чтобы попытаться совершить самый высокий прыжок.
Баумгартнер предполагал совершить прыжок с высоты 36 580 метров из капсулы с воздушным шаром, наполненным гелием, намереваясь стать первым парашютистом, преодолевшим звуковой барьер.
12 октября 2010 года Red Bull объявила о заморозке проекта в связи с тем, что в апреле Даниэль Хоган подал иск в Верховный суд Калифорнии в Лос-Анджелесе (штат Калифорния, США), утверждая, что ему принадлежит идея парашютного прыжка с края атмосферы в 2004 году и что Red Bull украла у него идею.
Иск был разрешен в суде в июне 2011 года, а 5 февраля 2012 года The Daily Telegraph сообщила, что проект будет возобновлён.

## Шар и капсула
Баумгартнер поднялся в герметизированной стеклопластиковой капсуле со стальной рамой, прикреплённой к воздушному шару, наполненному гелием.
Масса капсулы составила 1400 кг. Капсула не была похожа на стратосферную гондолу 1930-х годов, а скорее напоминала маленький спускаемый аппарат космического корабля.
Объём шара составлял 850 000 м3, самый большой в истории пилотируемого воздухоплавания.
На случай неконтролируемого разрушения воздушного шара было предусмотрено, что капсула спустится на специальном парашюте.

## Подготовка

### Первый тестовый прыжок
15 марта 2012 года Баумгартнер совершил первый из двух тестовых прыжков с высоты 21 818 метров. Во время прыжка он провёл около 3 минут 43 секунд в свободном падении, достигнув скорости более 580 км/ч, до открытия парашюта. В целом прыжок длился около 8 минут 8 секунд, и Баумгартнер стал третьим парашютистом, успешно прыгнувшим с высоты более 21,7 км.

### Второй тестовый прыжок
25 июля 2012 года Баумгартнер совершил второй из двух запланированных тестовых прыжков с высоты 29 610 метров. Ему потребовалось около 90 минут, чтобы достичь намеченной высоты и совершить прыжок; по оценкам, продолжительность падения составила 3 минуты 48 секунд, прежде чем его парашют раскрылся. Баумгартнер благополучно приземлился вблизи Розуэлла (Нью-Мексико, США). По словам Брайана Атли, официального наблюдателя на месте, максимальная скорость Баумгартнера составляла около 863 км/ч. Прыжок стал его личным рекордом.
Джозеф Киттингер, который прыгал с парашютом с высоты 31 300 метров в 1960 году, присоединился к проекту, для того чтобы помочь собрать научные данные о новом поколении высотно-компенсирующих костюмов.

## Основной рекордный прыжок

### Прерванные запуски
Изначально запланированный запуск проекта на утро 9 октября 2012 года задержался на 5 часов из-за проблем с погодой. Техники на стартовой площадке также обнаружили проблемы с радиосвязью капсулы.
В 11:42 MDT запуск был отменён из-за порывов ветра на космодроме скоростью 40 км/ч и разрыва воздушного шара.
Запуск был перенесён на утро 11 октября, но метеорологи проекта объявили, что он будет вновь отложен.

### Запуск
Стратостат был запущен 14 октября 2012 года в 09:30 MDT (15:30 UTC). По сводкам погоды на старте был юго-восточный ветер скоростью 5,5 км/ч. Температура у земли была 14 °C.
Изначально планировался прыжок с высоты 37 километров, однако капсула была дестабилизирована и пришлось подняться выше, до 39 012 метров, для того чтобы капсула приняла устойчивое положение.
Подъём занял 2 часа 16 минут, после чего, на высоте около 38 км, для контроля подъёма открыли клапан в баллоне и выпустили газ.
Уже на подъёме обнаружились проблемы с обогревом визора и сильным его запотеванием. Баумгартнер посоветовался с ЦУП, решено было прыгать.
После подъёма началась процедура по подготовке к выходу. Она включала в себя разгерметизацию гондолы, отсоединение Баумгартнера от шланга подачи воздуха, смены устройства связи с бортового на скафандр и подготовку гондолы к автоматическому спуску.
Ещё около 15 минут Феликс Баумгартнер собирался с духом и настраивался на невероятное испытание, и, сказав при этом: «я возвращаюсь домой», открыл люк капсулы и неторопливо и очень плавно сделал шаг в бездну. За 20 секунд он набрал скорость 700 км/ч, а за 50 секунд свободного падения достиг максимальной скорости 1357,6 км/ч, что на 323 км/ч превысило скорость звука. Это самая большая скорость, с которой когда-либо передвигался человек без помощи летательного аппарата. Перегрузки во время вращения в штопоре, который продолжался 13 секунд, могли в любую секунду привести к потере сознания и даже к гибели Феликса.

### Результат
Предполагалось, что вытяжной парашют автоматически выйдет на высоте 1 км — этого должно хватить для безопасного спуска. Но парашют сработал на высоте в 1,5 км над землёй (2,5 км над уровнем моря). Так что неофициальный рекорд длительности свободного падения остался за советским парашютистом Евгением Андреевым. Остальные три рекорда ратифицированы Международной авиационной федерацией (ФАИ) 22 февраля 2013 года. ФАИ никогда ранее не фиксировала высоту прыжка и время падения, и эти рекорды взяты из книги Гиннесса.
| Название | Бывший рекорд     | Бывший рекорд    | Бывший рекорд    | Прыжок Баумгартнера  | Прыжок Баумгартнера | Прыжок Баумгартнера                            |
| Название | Обладатель        | Дата             | Величина         | Величина             | Результат           | Состояние на сентябрь 2015                     |
| --- | ----------------- | ---------------- | ---------------- | -------------------- | ------------------- | ---------------------------------------------- |
| Высота прыжка | Джозеф Киттингер1 | 16 августа 1960  | 31 333 м         | 38 969,4 м           | Засчитан ФАИ        | Перебит Аланом Юстасом (24.10.2014) — 41 422 м |
| Дистанция свободного падения | Евгений Андреев2  | 1 ноября 1962    | 24 500 м         | 36 402,6 м           | Засчитан ФАИ        | Действующий рекорд                             |
| Время свободного падения | Евгений Андреев1  | 1 ноября 1962    | 4:30             | 4:20                 | Неудача             | Рекорд всё ещё за Андреевым                    |
| Преодоление звукового барьера | не преодолевался  | не преодолевался | не преодолевался | 1357,6 км/ч = 1,25 M | Преодолён           | —                                              |
| Скорость в свободном падении | Джозеф Киттингер3 | 16 августа 1960  | 988 км/ч         | 1357,6 км/ч          | Засчитан ФАИ        | Действующий рекорд                             |
| Примечания: 1. По данным книги рекордов Гиннесса; ФАИ не фиксировал рекорда. 2. Киттингер использовал стабилизирующий парашют, поэтому его рекорд свободного падения (25 800 м) ФАИ официально не признан. Есть и более высокий результат, полученный Баумгартнером во время тренировочных прыжков и на день прыжка не подтверждённый ФАИ. Юстас также пользовался стабилизирующим парашютом. 3. По данным книги Гиннесса; ФАИ не фиксировал рекорда. Единственная подтверждённая ФАИ цифра принадлежит самому Баумгартнеру и получена во время тренировочных прыжков. |                   |                  |                  |                      |                     |                                                |

По данным YouTube, прыжок в прямом эфире смотрели более 8 миллионов человек, тем самым установив рекорд по количеству зрителей, одновременно наблюдающих за прямой трансляцией когда-либо на YouTube.